# Хлоповка
Хлоповка (укр. Хлопівка) — село в Хоростковской городской общине Чортковского района Тернопольской области Украины.
До 2020 года входило в Гусятинский район.

## Географическое положение
Село Хлоповка находится на берегу реки Тайна,
выше по течению примыкает город Хоростков,
ниже по течению примыкает село Увисла.

## История
- 1475 год — дата основания.
- В 1978 году село присоединено к городу Хоростков.

28 ноября 1990 года село Хлоповка было выделено из состава города Хоростков и восстановлено как отдельный населённый пункт.
Население по переписи 2001 года составляло 1132 человека.

## Экономика
- «Силуэт», ЧП.

## Объекты социальной сферы
- Школа I ст.
- Детский сад.
- Клуб.
- Фельдшерско-акушерский пункт.